# 奧斯瓦爾德·維布倫
奧斯瓦爾德·維布倫（英語：Oswald Veblen，1880年6月24日—1960年8月10日），美國數學家、幾何學家暨拓撲學家，他的研究應用在原子物理學和相對論。他在1905年證明了若爾當曲線定理。